# مادپورا
مادپورا (به انگلیسی: Madhepura) یک منطقهٔ مسکونی در هند است که در بخش مادپورا واقع شده‌است. مادپورا ۲۶ کیلومتر مربع مساحت و ۵۴٬۴۷۲ نفر جمعیت دارد.